# Христо Ботев (памучна фабрика)
„Христо Ботев“ е памучна фабрика във Варна, създадена през 1882 г.
Фабриката е разположена на висок хълм, с изглед към Варненското езеро. В по-ниската част на хълма е разположена пароцентралата към фабриката, а също и нейната железопътна спирка, изградена от Баронхиршовата компания.
Фабриката е създадена с името „Първо българско анонимно привилегировано дружество за памучни прежди, фабрика „Княз Борис“. Представлява най-голямата фабрика във Варна и областта в началото на XX век. Дружество „Принц Борис“ е регистрирано през 1898 г. и в него работят 560 души.
На 4 юни 1902 г. във фабриката избухва обща стачка, в която се включват 600 мъже, жени и деца, коита са работници от дневната и нощната смяна на предприятието. Протестите на стачниците срещу тежките условия на труд и недостатъчното заплащане срещат широка обществено-политическа подкрепа.
Предприятието е под английско ръководство и дейността му е преустановена поради войните в първата четвърт на ХХ век. През март 1923 г. започва изграждане на жилищен квартал северно от фабриката, наричан по-късно Памучния квартал. През 1925 г. предприятието е преименувано на АД „Цар Борис“. През 1929 г. фабриката е само предачна, като 10% от суровия памук е местен. Чрез своя директор Рафаел Сузин памучната фабрика дарява 10000 лв. за изграждането на болнично заведение - диспансер за лечение и профилактика на туберкулозата във Варна. От 1943 г. предприятието носи името „Христо Ботев“.
Днес в сградите на фабриката се помещават фирми с различна дейност – за платове, мебели, шивашки услуги и др.

## Галерия
- Пароцентралата към фабрика „Христо Ботев“, на ул. „Девня“.
- Пароцентралата към фабрика „Христо Ботев“, на ул. „Девня“.
- Входът на фабриката на ул. „Тодор Влайков“.
- Фабрика „Христо Ботев“
- Фабрика „Христо Ботев“